# Colmatación

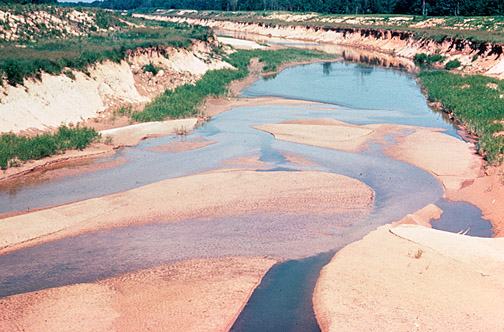
Relleno arenoso de un canal que puede llegar a causar su colmatación.

Se denomina colmatación al relleno total de una depresión natural o artificial (lago, laguna costera, embalse) o de una cuenca sedimentaria mediante la acumulación de sedimentos.
También se denomina colmatación al fenómeno por el cual un sistema poroso o filtrante se encuentra obstruido o atascado, impidiendo el paso del fluido que podría traspasarlo. Son casos de colmatación el lecho de un curso del agua en ambiente léntico o para describir la evolución de un sistema de percolación. Esta forma de colmatación puede ser evaluada a través de la Ley de Darcy.
La colmatación y acumulación de sedimentos son dos procesos, que si bien están emparentados, es conveniente distinguir:
- Por un lado, se llama colmatado un río, estuario o pantano en el cual se ha sedimentado material transportado por el río o, en el caso del estuario, el material movido por el flujo y reflujo de las mareas. Este proceso lleva finalmente a la formación de bancos de arena que suelen requerir intervención humana para eliminarse[2]
- Por otro lado, se dice que un suelo está colmatado cuando su permeabilidad original se ha reducido sustancialmente, a causa del progresivo entupimiento de los poros existentes entre sus partículas con materiales finos transportados en suspensión por el agua que se va infiltrando, en las etapas iniciales del proceso.

## Explicación
La colmatación se produce esencialmente en zonas de ambiente léntico, donde las condiciones de semi-estancación en el curso del agua impiden el arrastre de partículas finas. En la naturaleza sucede sobre ciertos anexos fluviales en cursos de agua de llanura, como brazos muertos. Este fenómeno puede ser recreado de forma artificial por la influencia de una construcción (represa, esclusas, etcétera).